# Томашовцы
Томашо́вцы (укр. Томашівці) — село в Войниловской поселковой общине Калушского района Ивано-Франковской области Украины.
Население по переписи 2001 года составляло 1342 человека. Занимает площадь 28,84 км². Почтовый индекс — 77333. Телефонный код — 03472.